# Psaltriparus minimus

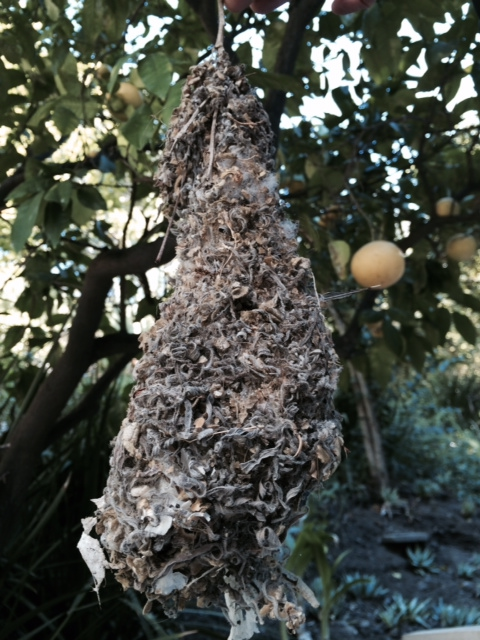
Tổ chim bạc má bụi

Psaltriparus minimus là một loài chim thuộc chi đơn loài Psaltriparus trong họ Aegithalidae.
Bạc má bụi sinh sống ở rừng mở hỗn hợp, thường có chứa các cây sồi và khu rừng thấp có nhiều bụi rậm mọc tầng dưới; chúng cũng sống ở công viên và các khu vườn. Nó là một loài định cư quanh năm của miền Tây Hoa Kỳ và Tây Nguyên bộ phận của Mexico, từ Vancouver qua Đại bồn địa và vùng đất thấp và đồi của California tới miền nam Mexico và Guatemala.